# 20343 Vaccariello
20343 Vaccariello è un asteroide della fascia principale. Scoperto nel 1998, presenta un'orbita caratterizzata da un semiasse maggiore pari a 2,5144753 au e da un'eccentricità di 0,0889120, inclinata di 4,42733° rispetto all'eclittica.
L'asteroide è dedicato all'insegnante statunitense Michael Vaccariello.